# اوسترا اسکوییته
اوسترا اسکوییته (لیتوانیایی: Austra Skujytė؛ زادهٔ ۱۲ اوت ۱۹۷۹) ورزشکار هفت‌گانه و پنج‌گانه اهل لیتوانی بود.
وی در مسابقات کشوری و بین‌المللی در مجموع برندهٔ ۲ مدال نقره، ۳ مدال برنز شده‌است.